# Dayton (Teksas)
Dayton – miasto w Stanach Zjednoczonych, w stanie Teksas, w hrabstwie Liberty.

## Demografia
Według przeprowadzonego przez United States Census Bureau spisu powszechnego w 2010 miasto liczyło 7 242 mieszkańców, co oznacza wzrost o 26,9% w porównaniu do roku 2000. Natomiast skład etniczny w mieście wyglądał następująco: Biali 70,4%, Afroamerykanie 18,2%, Azjaci 1,3%, pozostali 10,1%.